# مشروع الندبة
مشروع الندبة هو مجموعة كبيرة من صور البورتريه للنساء صغيرات السن الناجيات من سرطان الثدي والتي يلتقطها مصور الموضة ديفيد جاي.

## أصل الفكرة
استلهم جاي فكرة التقاط الصور وإطلاق مشروع الندبة في عام 2005، عندما أصيبت صديقته بسرطان الثدي في عمر ال29. ومنذ ذلك الحين، التقط جاي الصور لأكثر من 100 امرأة شابة تتراوح أعمارهم من 18-35 عاماً عبر البلاد. هدف مشروع الندبة هو التوعية بسرطان الثدي، ومساعدة الناجيات صغيرات السن لرؤية تجاربهم من منظور جديد.

## موضوعات
«سرطان الثدي ليس الشريط الوردي» هي عنوان الرسالة المتكررة في المشروع. يذكر جاي أنه «في مجتمعنا، يتم إخفاء سرطان الثدي خلف شريط وردي يقلل (بدون قصد) من شيء مرعب ومشوه ومميت». يأمل جاي «أن يتيح مشروع الندبة الفرصة لفتح باب الحوار حول القضايا التي ليست بالضرورة أن تشعرنا بالراحة».

## مشروع الندبة للمرأة
عبرت العديد من النساء اللواتي شاركن في مشروع الندبة أن مشاركتهم كانت بمثابة انتصاراً شخصياً في مقاومتهن المرض. كما يُعبر مشروع الندبة عن أرواح النساء اللواتي توفيّن أثناء مقاومتهن لسرطان الثدي. في إحدى المرات أثناء التقاط هذه المجموعة، تم وضع إطار أسود فارغ ليمثل امرأة توفيت قبل أيام من التقاط الصور لها.

## مطبوعات واعترافات
- كتاب، مشروع الندبة: سرطان الثدي ليس شريط وردي، مجلد 1، نشرت في 2011. تحتوي على 50 صورة بورتريه لنساء شابات ناجيات من سرطان الثدي، بالإضافة إلى شرح للسيرة الذاتية لكل موضوع.
- «تعرية كل شيء» فيلم وثائقي عن ديفيد جاي ومشروع الندبة، أذاعته شبكة ذا ستايل في 9 يوليو 2011. وأخرجته المخرجة باتريشيا زاغاريلا مخرجة فيلم Lost in Vision Entertainment، عُرض فيلم «تعرية كل شيء» في العديد من المهرجانات السينمائية من ضمنها مهرجان بيج سكاي للأفلام الوثائقية ومهرجان بريست فيست للأفلام في تورونتو. في عام 2012، حاز فيلم «تعرية كل شيء» على جائزة.[1][3][7][8]